# Fort Christian
Fort Christian er et fort i byen Charlotte Amalie på øen Sankt Thomas i øgruppen De Amerikanske Jomfruøer, de forhenværende Dansk-Vestindiske Øer. Opførelsen af fortet, der er opkaldt efter kong Christian 5., blev påbegyndt i 1671. Fortet er den ældste bevarede bygning på Jomfruøerne.
Fortet blev tidligere anvendt som residens for guvernøren, kirke, rådhus, politistation og fængsel. I dag er det museum.

## Historie
I 1724 erstattede en større ombygning af fortet dets daværende tømmerkonstruktionen med de nuværende røde mursten. I 1874 blev udkigstårnet Tryborg og den nordlige del ødelagt, og klokketårnet blev bygget, samtidig med at mange lagerrum og kontorer blev ombygget til fængselsceller. Blandt andre plantageejere, der ikke havde betalt skat, blev fængslet i cellerne.
Den nederste del af fortet blev i 1971 ombygget til museum, mens den øvre del fortsat blev anvendt som politistation og fængsel. Fortet blev i 1977 udnævnt til et nationalt historisk landemærke. 
Først i 1983 fik de indsatte og politiet nye lokaler, og en omfattende restaurering af fortet gik i gang.